# Aia Raadshøj
Aia Høgh Raadshøj (født 5. august 2001 i Hadsten) er en kvindelig dansk håndboldspiller, der spiller for Aarhus United i Bambusa Kvindeligaen.
Hun blev i april 2020 tilknyttet førsteholdstruppen i Randers HK, efter at have spillet for klubben i nogle måneder forinden. Hun havde desuden optrådt for klubbens ungdomsafdeling, siden sommeren 2016. Hun forlængede i februar 2021, med en 3-årig kontrakt. I november erklærede klubben sig konkurs og Raadshøj skiftede efterfølgende til nyoprykkerne fra SønderjyskE Håndbold. Her har hun kontrakt frem til sommeren 2025.
Februar 2023 blev Aia solgt til Aarhus United.
Ved siden af håndboldkarrieren startede hun i sommeren 2023 på en Bachelor i Statskundskab på Aarhus Universitet.